# Алатту
А́латту (фин. и карел. Alattu) — деревня в Питкярантском районе Республики Карелия в России. Входила в упразднённое в 2023 году Харлуское сельское поселение.

## География
Расположена на берегу озера Алатунлампи. Улица одна: Центральная.

## Население
| 2002 | 2009 | 2010 | 2013 |
| ---- | ---- | ---- | ---- |
| 75   | ↘46  | →46  | ↘36  |

## Инфраструктура
Путевое хозяйство.

## Транспорт
Через деревню проходит автомобильная дорога Ляскеля — Райконкоски, соединяющая две магистрали А130 и А131.
Алатту — остановочный пункт Октябрьской железной дороги.